# Karin Rehnqvist
Karin Birgitta Rehnqvist, född 21 augusti 1957 i Essinge församling i Stockholm, är en svensk tonsättare och professor.

## Biografi
Rehnqvist växte upp i Nybro i Småland, där hon tog del i kyrkans musik, framför allt i körsången. Hon utbildade sig först till musiklärare men studerade från 1980 komposition för bland andra Gunnar Bucht vid Kungliga Musikhögskolan i Stockholm. 

### Konstmusik och folkmusik
Hennes genombrott som tonsättare blev Davids nimm (1983) för tre soloröster. Redan här avtecknar sig det som skulle bli Rehnqvists kännemärke: den nära anknytningen till svensk folkmusik. Denna anknytning sker enligt tonsättaren själv inte med någon effektsökande eller nostalgisk avsikt, utan rör sig på ett mer strukturellt plan. Davids nimm är, även om den bygger på en polska, ett i hög grad experimentellt verk, där den grundläggande melodin bearbetas vidare till oigenkännlighet (bland annat genom att spelas baklänges) och genom transformationen blir till någonting helt annat och nytt. 
Flera av Rehnqvists verk har specialskrivits för sångarna Lena Willemark och Susanne Rosenberg, båda med bakgrund inom folkmusiken. Hit hör, förutom Davids nimm, också Puksånger-lockrop för två kvinnoröster och slagverk (1989). Detta är ett provokativt stycke, som bland mycket annat kan ses som en satir över den misogyni som finns i det nordiska folkdjupet (här åskådliggjord av finska ordspråk). I Puksånger-lockrop spelar också kulningen en mycket viktig roll. 
Kulning är ett viktigt inslag även i Rehnqvists mest kända stycke, Solsången (1994) för en kvinnoröst, två kvinnliga recitatörer och kammarorkester, med en text delvis hämtad från det isländska 1200-talskvädet Sólarljóð, men även med inslag av Gunnar Ekelöf och andra moderna poeter.
Rehnqvist har varit verksam som kördirigent och har också komponerat en hel del körmusik, bland annat en tonsättning av Bo Bergmans Bara du går över markerna (1995). 
Under tiden som "composer in residence" hos Scottish Chamber Orchestra och Svenska Kammarorkestern i Örebro 1999-2003 komponerade Rehnqvist bland annat orkesterverket Arktis Arktis! (1999–2001). Bland Rehnqvists nyare kompositioner märks också barnoperan Sötskolan (1999) samt Ljus av ljus (2004) för barnkör och symfoniorkester. Till det kungliga bröllopet mellan kronprinsessan Victoria och Daniel Westling 19 juni 2010 hade Kungliga Musikaliska Akademien som en bröllopsgåva beställt verket Hymn, som uruppfördes i samband med vigseln i Storkyrkan.
I februari 2014 tilldelades hennes skiva Live en Grammis för Klassisk musik.

### Betydelse och engagemang
Karin Rehnqvists musikhistoriska betydelse består i att hon, utan att tekniskt eller konstnärligt göra avkall på den moderna konstmusiken, lyckats återställa och samtidigt radikalt förnya förbindelsen mellan den svenska konstmusiken och folkmusiken, en förbindelse som var mycket levande i den svenska senromantiken med namn som Hugo Alfvén och Kurt Atterberg, men som mellangenerationerna från 1940-talet och framåt medvetet helt hade brutit med.  
Som kvinnlig tonsättare kan Rehnqvist också sägas ha brutit igenom flera barriärer inom konstmusiken, vilka många av hennes äldre kvinnliga kolleger fått kämpa emot. Hon blev 2009 den första kvinnliga kompositionsprofessorn i Sverige vid Kungliga Musikhögskolan.
År 2008 tog hon initiativet till att starta organisationen Kvinnlig Anhopning av Svenska Tonsättare (KVAST) för att stärka kvinnliga tonsättares position i musikvärlden och de första åren var hon dess förste ordförande.

## Priser och utmärkelser
- 1995 – Invald som medlem i Föreningen Svenska Tonsättare
- 1996 – Läkerols kulturpris
- 1996 – Musikföreningens i Stockholm stipendium
- 1996 – Spelmannen
- 1997 – Ledamot nr 918 av Kungliga Musikaliska Akademien
- 1997 – Mindre Christ Johnson-priset för Solsången
- 1999 – Stockholms stads hederspris
- 2001 – Atterbergpriset[7]
- 2003 – Litteris et Artibus
- 2006 – Rosenbergpriset[8]
- 2007 – Hugo Alfvénpriset[9]
- 2012 – Medaljen för tonkonstens främjande[10]
- 2014 – Grammis för skivan Live[6]
- 2015 – Per Ganneviks stipendium[11]
- 2015 – Tonsättarstipendiet till Bo Wallners minne[12]
- 2015 – Hedersdoktor vid Birmingham City University[13]
- 2022 – Nordiska rådets musikpris[14]
- 2022 - Evert Taube-stipendiet[15]

## Verkförteckning

### Instrumentalmusik

#### Orkester
- Lamento – Rytmen av en röst för orkester (1992–93)
- Arktis Arktis! (2000–01)
  1. ”Att bryta isen”
  2. ”Mellan rymd och hav”
  3. ”Genom mörker”
  4. ”Längtan”
- När jorden sjunger, saga för skådespelerska, orkester och publik med libretto av Kerstin Perski (2004)
- När jorden sjunger, svit för orkester (2005)
- Preludier för stor orkester för symfoniorkester (2005–06)
- Tiger Touch för symfoniorkester (2011)

#### Solo och orkester
- Skrin, violinkonsert med fiolstämma av Sven Ahlbäck (1987–90)
  - I. "Skrin”
  - II. "Koral”
  - III. "Grovt och grant”
- Solsången för sångerska, 2 kvinnliga recitatörer och orkester (1994)
  - I. ”Solen såg jag” till traditionell text
  - II. ”Jola, sola, ros och ranka” till text av Emil Hagström
  - III. ”Så går den dag” med text ur den svenska psalmboken
- On a Distant Shore (”På andra sidan havet”) klarinettkonsert (2002)
  1. ”The Dark” (”Det mörka”)
  2. ”The Light” (”Det ljusa”)
  3. ”The Wild” (”Det vilda”)
  4. ”The Singing” (”Det sjungande”)
  5. ”The Call” (”Ropet”)

#### Ensemble
- Stråk för stor stråkorkester (1980–82)
- Taromirs tid för 11 stråkar, flöjt och klarinett, alt. 13 stråkar (1985–87)
- Kast för liten stråkorkester (1986–87)
- Senhöst – Senhöst, lek med Vivaldi för liten stråkorkester (1990)
- Anrop – Inrop – Utrop för instrumentalensemble (1997)
- Raven Chant för instrumentalensemble (2007/2012)

#### Kammarmusik
- Lod för tenorblockflöjt, luta och cello (eller flöjt, harpa, cello) (1986)
- Lod för flöjt, harpa, cello (1986/2000)
- Dådra, ’en sprängd koral’ för trombon och slagverk (1992)
- Valv för brasskvintett (1995–96)
- Rädda mig ur dyn, version för sopransax och altsax till text ur Psaltaren (1994)
- Beginning (”Begynnelsen”) för pianotrio (2003)
- Obönhörligt (”Inexorably”) för brasskvintett (2010)
- Två fanfarer för brasskvartett till invigningen av Linnéuniversitetet, Växjö (2010)
  1. ”Kunskapens fanfar”
  2. ”Rektors fanfar”
- All Those Strings! för stråkkvartett och kantele (2013/2014)
  1. ”Night strings”
  2. ”Cross strings”
  3. ”Thin string – Little song”
  4. ”Joy strings”

#### Soloinstrument
- Band för mikrofonförstärkt gitarr (1983/1984)
- Dans för piano (1984)
- Tubalur, en kort fanfar för tuba (1990)
- Strömmar för bascimbalom (1992)
- Polska och stöveldans, två pianostycken för barn (1993)
- Wings för soloflöjt (1998)
- Interludes för kantele (2000)
- Psalm ur natten för altsaxofon (2006)

### Vokalmusik

#### Ensemble och röst/er
- Solsången för sångerska, 2 kvinnliga recitatörer och orkester (1994)
- När korpen vitnar för sopran och kammarensemble med texter från traditionella magiska ramsor och Johan Olof Wallin och Rosa Taikon (2007)
- Famna mig för fyra röster och sinfonietta till text av tonsättaren och ur Viglunds saga, Island (2005–08)
- Quem chama? (”Vem ropar?”), happening för en konsertsal, två folksångerskor och ensemble (2 trumpeter, 2 ttomboner, fagott, kontrafagott, cello, kontrabas, piano, harpa, slagverk) (2008)

#### Kammarmusik med röst/er
- Tre Christoffer Robinsånger för sopran och piano till text av A.A. Milne (1978)
  1. ”Kålpudding”
  2. ”Ensam”
  3. ”Hoppeli hopp”
- Davids nimm för tre kvinnoröster med fonetisk text (1984)
- Puksånger – Lockrop för två sångerskor och slagverk till texter av Maria Sabina och William Blake m.fl. (1989)
- Andrum för två sångerskor, två slagverkare och en trombonist till text ur Matteusevangeliet och av William Blake (1992)
- Rädda mig ur dyn för sopran och altsaxofon till text ur Psaltaren (1994)
- Jag lyfter mina händer för sopran och altsax eller klarinett till text ur svenska psalmboken (1998)
- Musik till den sovande för baryton, klarinett, 2 violiner och pukor till text av Jacques Werup (1998)
- Stinkarian ur ”Sötskolan” för sopran och piano (1999)
- Vampyrarian ur ”Sötskolan” för mezzo och piano (1999)
- Så går en dag för soloröst till text av Joachim Neander och Johan Olof Wallin (2000)
- ock av törnen för saxofonkvartett och kvinnoröst till texter ur svenska psalmboken och Psaltaren (2001–02)
  1. ”Klagosång”
  2. ”Jag lyfter blicken”
  3. ”Måste ock av törnen vara”
  4. ”Rädda mig ur dyn”
- Ice Music Fantasy för sopran, recitatör och is-instrument (flöjt, slagverk, 2 celli, kontrabas) och en publik med varma vantar med text av tonsättaren (2003)
- Ice Music Fantasy, lilla versionen för sopran, recitatörer, is-flöjt, is-cello, is-marimba och en publik med varma vantar med text av tonsättaren (2003)
- I dina ögons klara morgonljus för sopran och två celli till text av Erik Blomberg (2004)
- Det mörknar över landet för sopran, flöjt, oboe och två celli med traditionell samisk text (2005)
- Ropade någon?, en happening för sångerskor, brassinstrument och försäljare ad lib. två folksångerskor, trumpet, horn, trombon (2006)

#### Körverk
- Senapskornet för trestämmig diskantkör till text ur Matteusevangeliet (1983)
- Surdeg för diskantkör och instrument ad lib. till text ur Matteusevangeliet (1983)
- Davids nimm för tre kvinnoröster och diskantkör ad lib. (1984)
- Tilt, drama för blandad kör a cappella till text av Staffan Olzon (1985)
- Sång ur sagan om Fatumeh för 12-stämmig manskör till text av Gunnar Ekelöf (1988)
- Ljusfälten för blandad kör ell damkör och stråktrio ad lib.till text av Edith Södergran (1989)
- Här är jag. Var är du? (”Here Am I. Where Are You?”; ”Me voici. Où es-tu?” för kraftfull flickkör och kongas (alt. bongos/tablas/darboka) till text av tonåringar. Svensk, engelsk, fransk text (1989)
- Triumf att finnas till för damkör till text av Edith Södergran (1990)
  - Triomphe d’exister, version för barnkör och symfoniorkester (2008)
- Moster Ester för diskantkör till text av Lennart Hellsing (1990)
- Solklang för blandad kör till text ur Eddan (1990)
- Vänner och solen för diskantkör text av Johan Rehnqvist (1992)
  1. ”Som solen”
  2. ”Om man har en vän” (”Apa-låten”)
- Sånger ur jorden (”Songs from the Earth”) för diskantkör till text av Erik Blomberg. Svensk och engelsk text. (1992)
  1. ”Natt över jorden” (”Night on our Earth”)
  2. ”Var inte rädd för mörkret” (”Do Not Fear the Darkness”)
- Kom hit, alla!, fanfar för diskantkör och två trumpeter (1993)
- Bara du går över markerna för blandad kör till text av Bo Bergman (1995)
- När natten är som mörkast, luciasång för diskantkör och baryton ad lib. till text av Anna Eriksson, klass 5 (1996)
- Två fiffiga sånger för kör för blandad kör eller diskantkör med text av Sofia Blom, 12 år och Johan Rehnqvist, 3 år (1996)
  1. ”Livet é ett tjolahejsan”
  2. ”Apa-låten”
- Mörkrets evighet för diskantkör, blandad kör och pukor, eftersats till Vishetens lov (1996)
- Vishetens lov för blandad kör eller damkör och två barnröster (1996/2005)
  1. ”Från evighet” (text ur Ordspråksboken)
  2. ”En broder mer” (text av Stig Dagerman)
  3. ”Mätarlarven” (text av Werner Aspenström)
  4. ”Ej blir det natt” (text av Werner Aspenström)
- I himmelen (”In Heaven’s Hall”) för damkör och fyra kulande solister (stora versionen) till text av Laurentius Laurinus. Svensk och engelsk text (1998)
  - Version för blandad kör och fyra kulande solister (2004)
- Till ängeln med de brinnande händerna blandad kör och oboe till text av Björn von Rosen (2000)
  - Version för diskantkör och oboe (2001)
- Teile dich Nacht blandad kör och soloröst till text av Nelly Sachs (2000)
- Ljus av ljus för barnkör och symfoniorkester till text av Johan Olof Wallin, Bernhard Severin Ingemann, Psaltaren och Ordspråksboken Tillägnat minnet av Anna Lindh. (2003)
- När natten skänker frid för blandad kör med sopransolo till text av Gunnar Björling (2003)
  - Version för diskantkör (2007)
- Större och mindre för manskör till text av Nils Ferlin (2003)
- The Raven Himself is Hoarse för damkör till text av William Shakespeare (2004)
- Ingenting för altflöjt och damkör till text av Edith Södergran (2004)
- Salve Regina – Heavenly Queen för blandad kör och 13 instrument till latinsk text från 1100-talet (2007)
- Der Herr ist mein Hirte (Herren är min herde) för diskantkör till text ur Psaltaren (2007/2010)
- Requiem aeternam för två sopraner, blandad kör och orkester med texter av Kerstin Ekman, Frans Michael Franzén och Laurentius Laurinus samt traditionella (2008)
  1. ”Den som föds”
  2. ”Min vilotimma ljuder – requiem”
  3. ”Kyrie”
  4. ”Den som föds”
  5. ”Umbrae mortis”
  6. ”De profundis”
  7. ”I himmelen”
  8. ”Sanctus”
  9. ”Libera me”
- Giv oss din frid för blandad kör (2009)
- I varje bit bröd för blandad kör till text av Göran Sonnevi (2009)
- Haya!, en sång till dagens glädje för blandad kör med text på hayanska av tonsättaren (fonetisk) (2009)
  - Version för dubbelkör (2011)
- Tenebrae för blandad kör till text av Paul Celan (2010)
- Hymn för hög sopran, blandad kör och orkester till texter ur Psaltaren och Höga Visan. Skrivet till bröllopet mellan kronprinsessan Victoria och Herr Daniel Westling. (2010)
- Världsklockan för blandad kör och cello till text av Harry Martinson (2013)

### Opera och musikteater
- Gnistor, musikteater för damkör, brass-sextett och slagverk (1991)
- Häxorna ur Macbeth för 3 skådespelerskor och slagverk till text av William Shakespeare (1992)
- Hetluft, multimediaverk med skulpturer/scenbild av Lenny Clarhäll. Innehåller ”Puksånger – lockrop”, ”Strömmar”, ”Dådra” och ”Andrum” (1992)
- Passionsspel – som fyra sporter, radiofoniskt verk för 7 sångare, kör, slagverk, stråkorkester och tape med text av Staffan Olzon (1999)
- Sötskolan, en operarysare för barn från 10 år med text av Kerstin Klein-Perski (1998–99)
- Sleep Now, minidrama för sopran, basflöjt, och kontrabas till text av Sally Beamish (2015)

### Filmmusik och elektroakustiskt
- Musik från vårt klimat, elektroakustisk musik (1982)
- Råkar, elektronisk musik till dans (1983)
- Alfred, filmen om Alfred Nobel i regi av Vilgot Sjöman (1995)